# Gavialoidea
Gavialoidea is een superfamilie van krokodilachtigen waartoe alle gavialen behoren. De groep werd voor het eerst wetenschappelijk beschreven door William Perry Hay in 1930.
Op de gaviaal na, zijn alle leden van deze groep alleen als fossiel bekend. Tot recentelijk werd ook de onechte gaviaal (Tomistoma schlegelii) tot deze groep gerekend als vertegenwoordiger van de onderfamilie onechte gavialen (Tomistominae). Tegenwoordig wordt de onechte gaviaal echter als een lid van de familie echte krokodillen (Crocodylidae) gezien.

## Taxonomie
Superfamilie Gavialoidea
- † Geslacht Borealosuchus
- † Geslacht Pristichampsus

Familie Gavialidae
- Onderfamilie Gavialinae
  - Geslacht Gavialis
    - Soort Gaviaal (Gavialis gangeticus)